# Гусейнов, Эльшад Гулу-Оглы
Эльшад Гусейнов (род. 20 августа 1994, Азербайджанская ССР, СССР) — российский боец смешанных боевых искусств, талышского происхождения, представитель тяжёлой весовой категории. Выступает на профессиональном уровне начиная с 2017 года.

## Биография
Эльшад Гусейнов родился 20 августа 1994 года в городе Астара республики Азербайджан.

В возрасте двух лет переехал в город Тюмень. Обучался в средней общеобразовательной школе № 42, где окончил девять классов.

В 2012 году поступил в Институт государства и права (ИГиП) при Тюменском государственном университете (ТюмГу) на специальность юрист.

### Семья
- Отец — Гусейнов Гулу Фаррух Оглы (16.11.1965)
- Мать — Агаева Нурана Мирфатта Кызы (28.07.1970)
- Брат — Гусейнов Анар Гулу Оглы (16.12.1992)

Женат, есть двое детей:
- Сын — Амир Гусейнов Эльшадович (18.05.2016)
- Дочь — Марьям Гусейнова Эльшад Кызы (21.09.2018)

## Спортивная карьера
В детстве Эльшад Гусейнов занимался футболом, однако не смог реализовать себя в этом виде спорта. В возрасте восемнадцати лет он принял решение заняться армейским рукопашным боем. Выбор данного вида спорта был обусловлен тем, что в школьные годы он неоднократно участвовал в драках с одноклассниками и сверстниками, что вызвало у него интерес к боевым единоборствам и желание попробовать себя в профессиональных поединках.

Тренером Эльшада Гусейнова был Раджаб Хучбаров, который способствовал развитию его спортивных навыков и помог одержать первые победы на соревнованиях. С этого момента началась его спортивная карьера.

В течение четырёх лет Эльшад Гусейнов активно выступал в любительских соревнованиях, став чемпионом России по армейскому рукопашному бою, серебряным призёром чемпионата России по армейскому рукопашному бою, трёхкратным бронзовым призёром чемпионата России по рукопашному бою, а также обладателем пояса No Gi по грепплингу.

Любительский рекорд в смешанных боевых искусствах составляет 75 побед и 71 поражение.

В 2017 году Эльшад Гусейнов дебютировал в профессиональных смешанных боевых искусствах. В течение первого года профессиональной карьеры он провёл четыре боя, все из которых завершил досрочно в свою пользу.
Перечень профессиональных боёв:
- Первый соперник — Евгений Попов: Эльшад одержал победу.
- Второй соперник — Руслан Шаухалов: Эльшад одержал победу.
- Третий соперник — Даниель Негат: Эльшад одержал победу.
- Четвёртый соперник — Илья Зайцев: Эльшад одержал победу[3].

## Титулы и достижения
Мастер спорта по рукопашному бою.

Чемпион России по армейскому рукопашному бою и по рукопашному бою.

3-х кратный бронзовый чемпион России по рукопашному бою.

Обладатель пояса No Gi по грепплингу.